# Karl Urban
Karl-Heinz Urban (7 de juny de 1972) és un actor neozelandés. Va començar la seua carrera apareixent en sèries i films de Nova Zelanda com ara Xena: Warrior Princess. El seu primer paper a Hollywood va ser a la pel·lícula de terror de 2002 Ghost Ship. Des d'aleshores ha aparegut en pel·lícules de més entitat, incloent-hi la segona i tercera entrega de la trilogia de El Senyor dels Anells en el paper d'Éomer. També va interpretar Leonard McCoy en la sèrie reboot de pel·lícules de Star Trek, Vaako en la franquícia Riddick, i Judge Dredd en Dredd. Des de 2019 protagonitza la sèrie The Boys d'Amazon.

## Filmografia

### Televisió
| Any       | Títol                            | Paper                   | Notes                             |
| --------- | -------------------------------- | ----------------------- | --------------------------------- |
| 1990      | Shark in the Park                | Rohann Murdoch          | 6 episodis                        |
| 1992      | Homeward Bound                   | Tim Johnstone           | No se'n sap el nombre             |
| 1993      | White Fang                       | David                   | Episodi: "Tough Kid"              |
| 1993–1994 | Shortland Street                 | Paramèdic Jamie Forrest | No se'n sap el nombre             |
| 1995      | Riding High                      | James Westwood          | No se'n sap el nombre             |
| 1996      | Hercules: The Legendary Journeys | Cupido                  | Episodi: "The Green-Eyed Monster" |
| 1996      | Xena: Warrior Princess           | Mael                    | Episodi: "Altared States"         |
| 1997      | Amazon High                      | Kor                     | Telefilm                          |
| 1997–2001 | Xena: Warrior Princess           | Juli Cèsar              | 8 episodis                        |
| 1997      | Xena: Warrior Princess           | Cupido                  | 2 episodis                        |
| 1998      | Hercules: The Legendary Journeys | Juli Cèsar              | Episodi: "Render Unto Caesar"     |
| 2000      | Xena: Warrior Princess           | Kor                     | Episodi: "Lifeblood"              |
| 2000      | The Privateers                   | Capt. Aran Dravyk       | Telefilm                          |
| 2008      | Comanche Moon                    | Woodrow F. Call         | Minisèrie                         |
| 2013–2014 | Almost Human                     | John Kennex             | 13 episodis                       |
| 2014      | Short Poppies                    | Alex Turnbull           | Episodi: "Mary Ledbetter"         |
| 2016      | Star Trek Beyond                 | Leonard McCoy           |                                   |
| 2019      | The Boys                         | Billy Butcher           | 8 episodis                        |